# Joseph Glanvill
Joseph Glanvill (født 1636 i Plymouth, død 4. november 1680 i Bath) var en engelsk filosof og teolog, bekendt som en af Cambridgeplatonikerene. 
Under sin udvikling løsrev Glanvill sig fra og vendte sig polemisk mod sin barndoms puritanisme og den middelalderlige, dogmatiske, aristoteliske filosofi, han havde hørt i Oxford. Glanvill har på udførlig og dybtgående måde fremstillet en skeptisk filosofi, herunder fremhævede han vanskeligheder ved forståelsen af forholdet mellem sjæl og legeme og gav en fremstilling af årsagsproblemet, der gør ham til en af Humes forgængere. Glanvill var fra 1664 medlem af Royal Society, der var et centrum for tilhængerne af den nye erfaringsvidenskab. Hans filosofi kan til en vis grad betragtes som et våben mod al dogmatisme til brug for den stadig sig udviklende og aldrig færdige naturvidenskab. Af den nye erfaringsvidenskab, der uhildet vil gøre sig nøjagtig rede for fænomenerne, ventede Glanvill sig store ting. 
Glanvill, der indtog en fremtrædende stilling inden for Kirken, så at det ville være kirkens ødelæggelse, dersom den ikke anerkendte det nye, og han var i sin kirkelig-religiøse opfattelse særdeles frisindet. Glanvill hævdede troen på spøgelser og hekseri og angreb som dogmatisk vantro benægtelsen af disse efter hans mening velkonstaterede fænomener. Når Glanvill blandt de mange af datidens ansete mænd, der troede på disse ting, nævnes særlig ofte, er det måske, fordi hans forsvar (i følge Lecky) er det bedste, der nogensinde er ført for denne overtro. 
Han har blandt andet skrevet The vanity of dogmatizing or Confidence in opinions (London 1661); udgivet og forbedret under navn af Scepsis scientifica or confest ignorance the way to science (London 1665; udgivet af John Owen, London 1885); Plus ultra or the progress and advancement of knowledge (London 1668); A Blow at modern Sadducismus in some philosophical considerations about witchcraft (London 1668); Saddicismus triumphatus or a full and plain evidence concerning Witches and Apparitions, udgivet året efter hans død.